# 供給ショック
経済学において、供給ショック（英: supply shock）とは財・サービスの供給を変化させ、財・サービスの価格を変化させるような突発的な出来事である。供給ショックは総供給曲線をシフトさせるような出来事であるとも言い換えることができる。供給ショックは特定の財の供給の突発的増加あるいは減少が原因となりうる。供給ショックのような突発的変化は均衡価格に影響を与える。
短期においては、負の供給ショック（negative supply shock）は生産量を減らし、物価を上昇させ、総供給曲線を左方向にシフトさせる。短期において、負の供給ショックは生産量の低下と物価の上昇の組み合わせによりスタグフレーションの原因となる。天災や事故等による油田施設の損壊（による原油価格の上昇）などが負の供給ショックとして考えられる。正の供給ショック（positive supply shock）は生産量を増やし、物価を低下させ、総供給曲線を右方向にシフトさせる。正の供給ショックは例えば技術進歩（技術ショック）が考えられる。技術進歩が生産をより効率的にし、生産量を増やすのである。他にも原油価格の低下や例年にない好天が正の供給ショックとして考えられる。

## 過去の供給ショック事例

1861年～2007年の原油価格。100年近く続いた安値が1970年代に破られたことがわかる。
実質（物価変動補正）
名目（当時の金額）

渡辺・細野・横手(2003)によれば実際の供給ショックの主要な例として第1次石油危機（1973年10月）が挙げられる。第4次中東戦争に端を発する石油の供給危機により、原油価格が大きく上昇した。これにより、石油や石油関連製品の価格が上昇し、1974年（昭和49年）、日本の消費者物価指数は23%上昇した。このとき「狂乱物価」という言葉が生まれている。